# Cristian Dumitru Crișan
Cristian Dumitru Crișan (ur. 11 października 1981 w Reghin) – rumuński duchowny katolicki rytu bizantyjskiego, wizytator apostolski dla wiernych Rumuńskiego Kościoła Greckokatolickiego w Europie Zachodniej od 2018, biskup pomocniczy Fogaraszu i Alba Iulia od 2020.

## Życiorys

### Prezbiterat
11 maja 2008 otrzymał święcenia kapłańskie i został inkardynowany do archieparchii Fogaraszu i Alba Iulia. Po święceniach odbył studia w Rzymie, a po ich ukończeniu w 2012 został proboszczem parafii w Paryżu i przełożonym misji greckokatolickiej we Francji.
9 kwietnia 2018 papież Franciszek mianował go wizytatorem apostolskim dla wiernych Rumuńskiego Kościoła Greckokatolickiego w Europie Zachodniej.

### Episkopat
22 stycznia 2020 papież Franciszek zatwierdził jego wybór na biskupa pomocniczego Fogaraszu i Alba Iulia z tytułem biskupa Abula. Sakry biskupiej udzielił mu 21 czerwca 2020 kardynał Lucian Mureșan.